# Heuvelland Vierdaagse

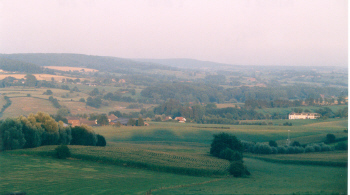
Landschap in Zuid-Limburg

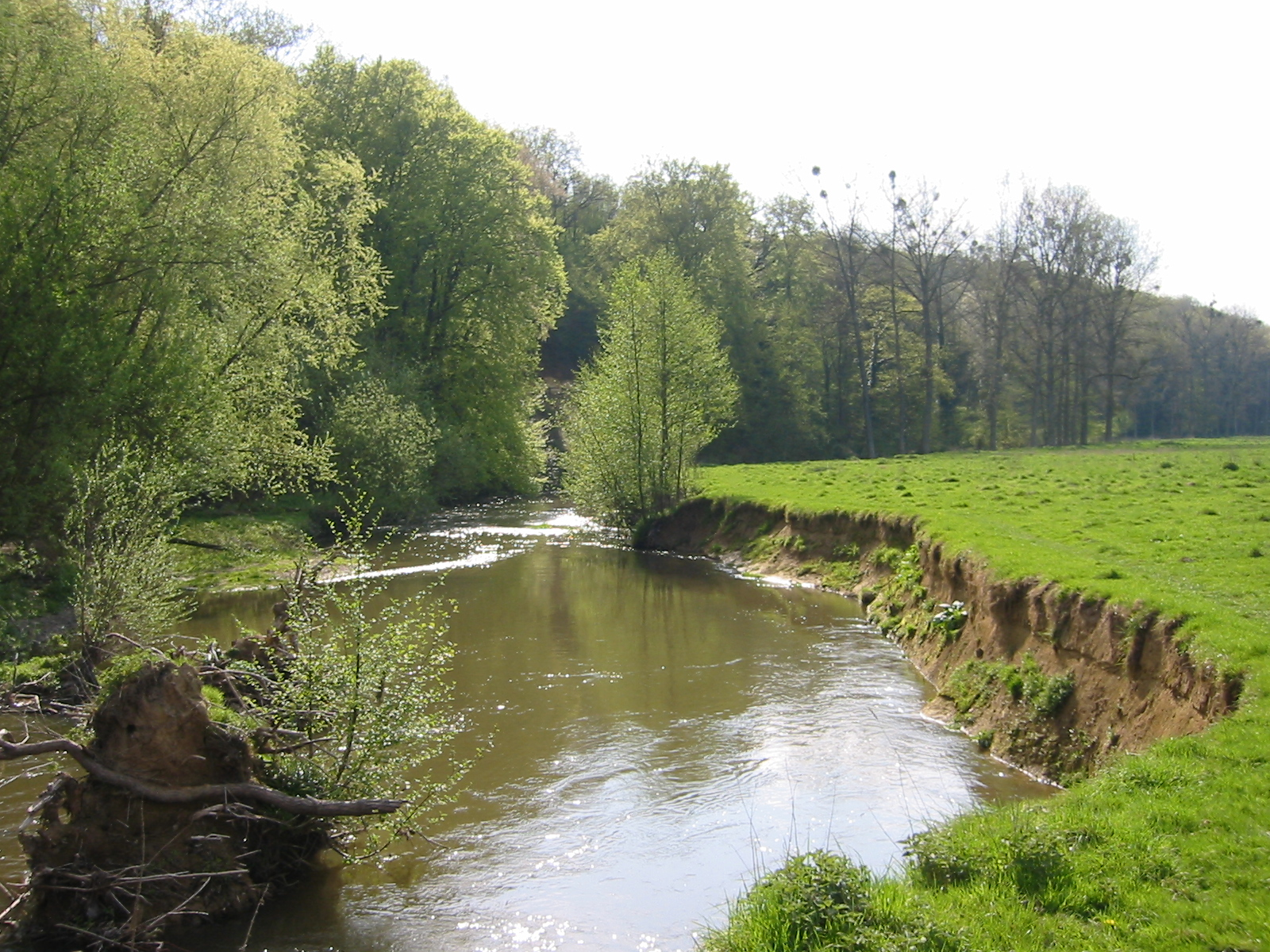
De Geul

De Heuvelland4daagse is een jaarlijkse vierdaagse wandeltocht die plaatsvindt rond half augustus in het heuvelachtige Nederlands-Limburgse landschap rond Valkenburg aan de Geul. Typisch lopen de routes op minstens een van de wandeldagen door het Geuldal, over het plateau van Margraten richting de Voerstreek, en over het plateau van Schimmert. Deelnemers kunnen kiezen uit afstanden van 8, 14, 21, 28 en 42 km. De 36e Heuvelland4daagse wordt gehouden van donderdag 7 t/m zondag 10 augustus 2025, de eerste vierdaagse werd georganiseerd in 1987.